# Berkemeyer

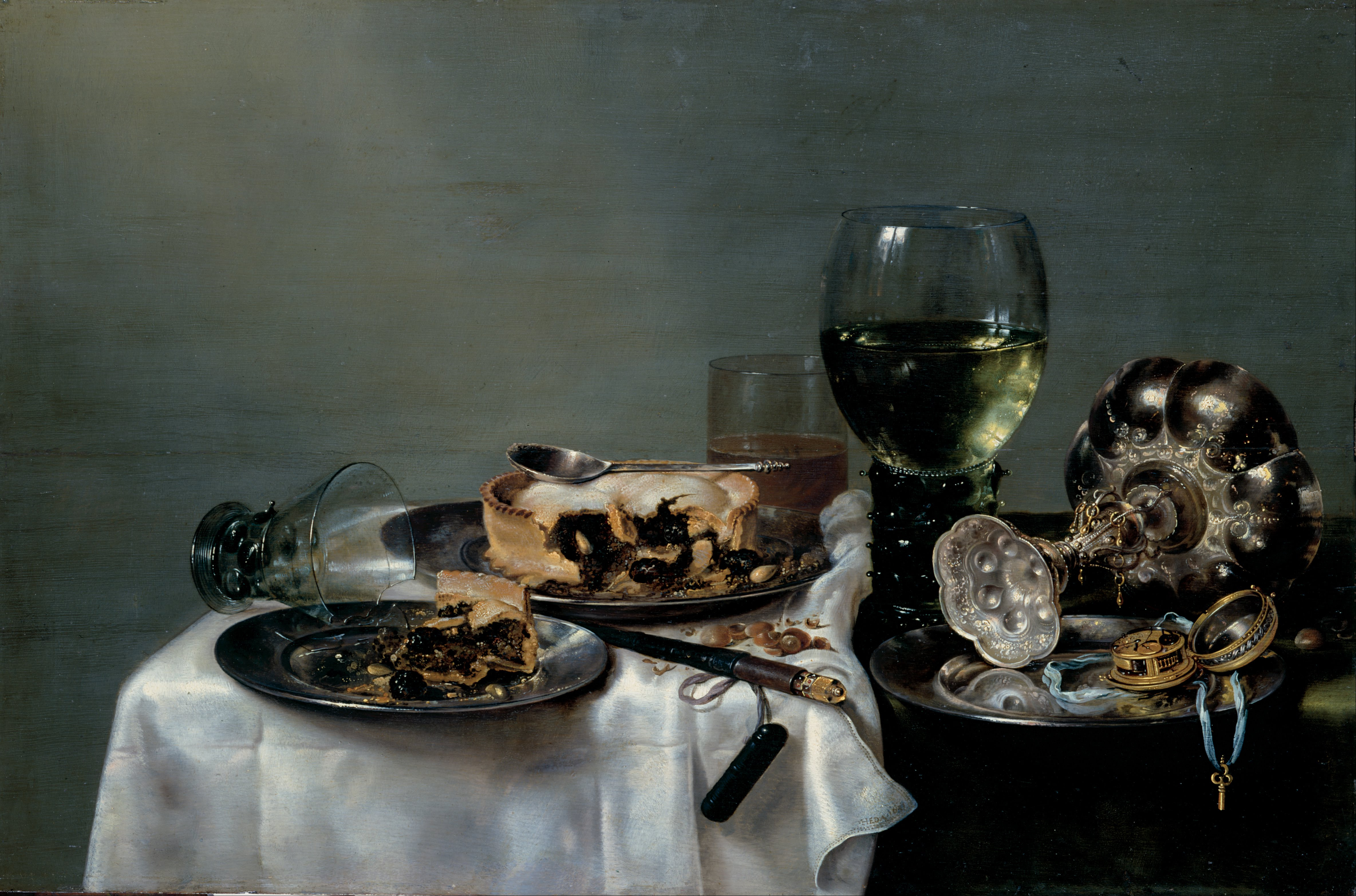
Stilleven van Willem Claesz. Heda met daarop een staande roemer en links een liggende berkenmeier

De berkemeyer of berkenmeier is een type drinkglas dat bestaat uit een brede, cilindervormige holle stam en een trechtervormige kelk.
De vorm is afgeleid van een houten drinkbeker, die gemaakt werd van een dikke berkentak of berkemei, en ook de noppen op de stam van het glas verwijzen naar de knoestige zijtakken. Daarnaast vormden de noppen een middel om de grip op het glas te verstevigen in een tijd toen vorken nog geen gemeengoed waren en de handen van de tafelgenoten dus dikwijls vet en glibberig waren.
De berkenmeier is verwant aan de roemer, maar die heeft een bolle kelk.
Berkenmeierglazen werden in Duitsland vervaardigd vanaf de 15e eeuw. Ook tegenwoordig worden ze nog gefabriceerd. Het oorspronkelijke materiaal noemde men bosglas, daar de glasovens in bosrijke gebieden lagen waar voldoende houtskool voorhanden was. Dit glas was groenig van kleur door verontreinigingen met ijzerverbindingen.